# Pat Choate
Patrick Jeffrey « Pat » Choate (né le 27 avril 1941 à Maypearl, Texas) est un économiste américain et fut le candidat du Reform Party au poste de vice-président des États-Unis lors de l'élection présidentielle de 1996 en tandem avec Ross Perot pour la présidence.
Il est connu pour ses positions sévères sur les accords de libre échange en particulier l'Accord de libre-échange nord-américain. Il a occupé un siège dans le conseil d'administration de la Federation for American Immigration Reform, le plus important lobby anti-immigrationniste aux États-Unis.
Il est marié à Kay Choate et a deux fils.